# Zhang (章)
Zhang 章 is een Chinese achternaam, niet te verwarren met de gelijk uitgesproken maar anders gespelde naam Zhang 张. Het staat op de 40e plaats in de Baijiaxing.
De achternaam van de filmactrice Zhang Ziyi is Zhang 章.